# ملعب الحارثي
ملعب الحارثي هو الملعب الثاني و الرسمي لفريق الكوكب المراكشي لكرة القدم و تبلغ سعته 25 ألف متفرج.

## وصلات خارجية
ملعب الحارثي في موقع ويكيمابيا 